# أوريكسمينا
أوريكسمينا هي بلدية في البرازيل، تتبع بارا، بلغ عدد سكانها 62٬794 نسمة، في 2010، تبلغ مساحتها 107٬602٫99 كيلومتر مربع، رمزها البريدي هو 68270-000.

## الموقع
تشترك في الحدود مع:
- Óbidos, Pará [الإنجليزية]‏.